# Завод автономных источников тока
ООО (ранее — ПАО) «Завод автономных источников тока» — промышленное предприятие в Саратове, выпускающее щелочные аккумуляторы.

## История
Строительство первого в СССР завода по изготовлению щелочных аккумуляторов было начато в 1931 году. Условное название предприятия — Завод № 195. 18 сентября 1933 года страна получила первые щелочные аккумуляторы.
Долгое время это был единственный в СССР завод, выпускающий аккумуляторы такого типа. Коллектив завода был первым в освоении новых изделий и технологий. Специалисты завода сами разрабатывали новые и модернизировали серийно выпускаемые изделия, сами создавали оборудование, необходимое при производстве аккумуляторов. Общая производственная площадь завода составляла не более 9000 квадратных метров. В 1935 году общий выпуск продукции превысил 12 миллионов ампер-часов.
В 1938 году производственная площадь составила 14 тысяч квадратных метров, а выпуск продукции более 30 миллионов ампер-часов. 393 работникам завода присвоено звание ударника труда.
К 1940 году завод производил 42 млн ампер-часов аккумуляторов в год, превысив предусмотренную проектом мощность почти в 2 раза. В 1941 году около 600 рабочих и служащих завода ушли на фронт. В июле 1942 года, когда создалось тяжелое положение на фронте в районе Сталинграда, правительство приняло решение об эвакуации части рабочих и оборудования предприятия на завод-дублёр в город Верхний Уфалей на Урале. На вновь организуемое предприятие были переданы лучшие кадры рабочих и инженерно-технических работников, а так же 30 % оборудования по основному производству. Коллектив Саратовского завода сделал все возможное, чтобы уход большой группы специалистов не отразился на производственных показателях. Кроме того, в 1942 году началось производство миномета-лопаты и ручных гранат, которые в этом же году уже поставлялись на фронт, а в порядке помощи труженикам села изготавливались радиаторные трубки, цепи Галля, крепёж, прокладки и другие детали.
В 1943 году были разработана и внедрена технология роликовой перфорации ламельной ленты.
В годы войны 24 работника предприятия были награждены значком «Отличник НКЭП СССР» и Почётными грамотами. За проявленные героизм и мужество старшему лейтенанту С. В. Астраханцеву присвоено звание Героя Советского Союза.
В 1947—1949 гг. конструкторами разработан полуавтомат для газовой сварки продольного шва корпуса аккумулятора АКН-2,25. Изготовлена целая группа автоматов, что позволило полностью механизировать операцию сварки.
В 1948 году группой конструкторов был разработан новый тип аккумуляторов для питания моторов рудничных электровозов взамен кислотных батарей. Эксплуатационные испытания нового аккумулятора в условиях шахты дали хорошие результаты, тем самым был открыт путь к решению задачи государственной важности по экономии дефицитного металла — свинца. Годовой выпуск железо-никелевых аккумуляторов в ампер-часах составил 9,387 млн при общем выпуске продукции в 41,947 млн ампер-часов.
В 1951—1952 гг. была проведена работа по созданию новых типов железо-никелевых аккумуляторов и батарей для питания моторов шахтных электровозов, аккумуляторные батареи для шахтных светильников, созданы взамен свинцовых аккумуляторы и батареи для питания электрокар, автопогрузчиков, для вагонного освещения.
Приказом МЭТП за № 139-к от 27.03.1952 года завод № 195 был переименован на завод Почтовый ящик № 88.
В 1954—1956 гг. освоены малогабаритные аккумуляторы и батареи с безламельными металлокерамическими электродами. Сдана в эксплуатацию поточная линия изготовления анодной массы.
В 1959 году на базе завода был создан научно-исследовательский институт химических источников тока — НИИХИТ.
В 1961 году началось промышленное производство батарейных блоков с применением полиэтиленовых чехлов. В 1963 году выпущена опытная партия батарей 2КНБ-32 с повышенными удельными электрическими характеристиками, освоена механизированная сборка электродов аккумуляторов ламельной конструкции, что значительно облегчило труд рабочих.
Постановлением Совет Министров СССР № 464 от 27.04.1963 НИИХИТ при заводе щелочных аккумуляторов (п /я № 88) переименован в НИИХИТ производственного комитета по электронике при Госплане СССР.
Параллельно с ростом оснащенности производства проводилась подготовка кадров. С 1959 по 1965 г. всеми видами и формами обучения на заводе было охвачено 5490 рабочих при плане 2920 человек и 284 ИТР вместо 260 по плану.
Саратовская система бездефектного изготовления продукции и сдачи её с первого предъявления начала внедряться на заводе с октября 1962 года. В 1964 году 700 рабочих изучили новые методы бездефектного изготовления продукции её с первого предъявления. Широкое распространение получила еще одна форма соревнования — за звание «Лучший рабочий по профессии». К началу 1963 года в нем участвовали 1270 человек.
Значительно выросла заводская парторганизация. В 1965 году на заводе был избран первый партийный комитет.
С 03.01.1967 завод почтовый ящик переименован в Саратовский завод щелочных аккумуляторов приказом по МЭТП № 2-к от 25.12.1966.
Модернизация батарей типа 21КНП позволила предприятию с 1969 года выпускать батареи 21КНП-2А, 21КНП-3,5А, 21КНП-7А с увеличенным в два раза сроком сохранности заряда. В этом же году начался выпуск аккумуляторов КН-14 и батареи 2КН-32, их срок хранения был увеличен с 2 до 3,5 года, а срок службы — с 200 до 300 циклов. За освоение производства батарей типа КНП работникам завода: главному конструктору — Адамову В. Н., начальнику цеха — В. И. Данилову, директору завода — Корнилову А. Ф. было присвоено высокое звание Лауреатов Государственной премии.
В 1966 — 1970 годах благодаря широкому размаху социалистического соревнования, автоматизации и механизации производства Саратовский завод щелочных аккумуляторов выполнял планы по основным технико-экономическим показателям.
Ежегодно завод в среднем осваивал 5 типов новых изделий. В 1973 году завод отметил свой 40-летний юбилей. За этот период более 96 % выпускаемой продукции имело высшую категорию качества, а 6 изделий — Государственный знак качества.

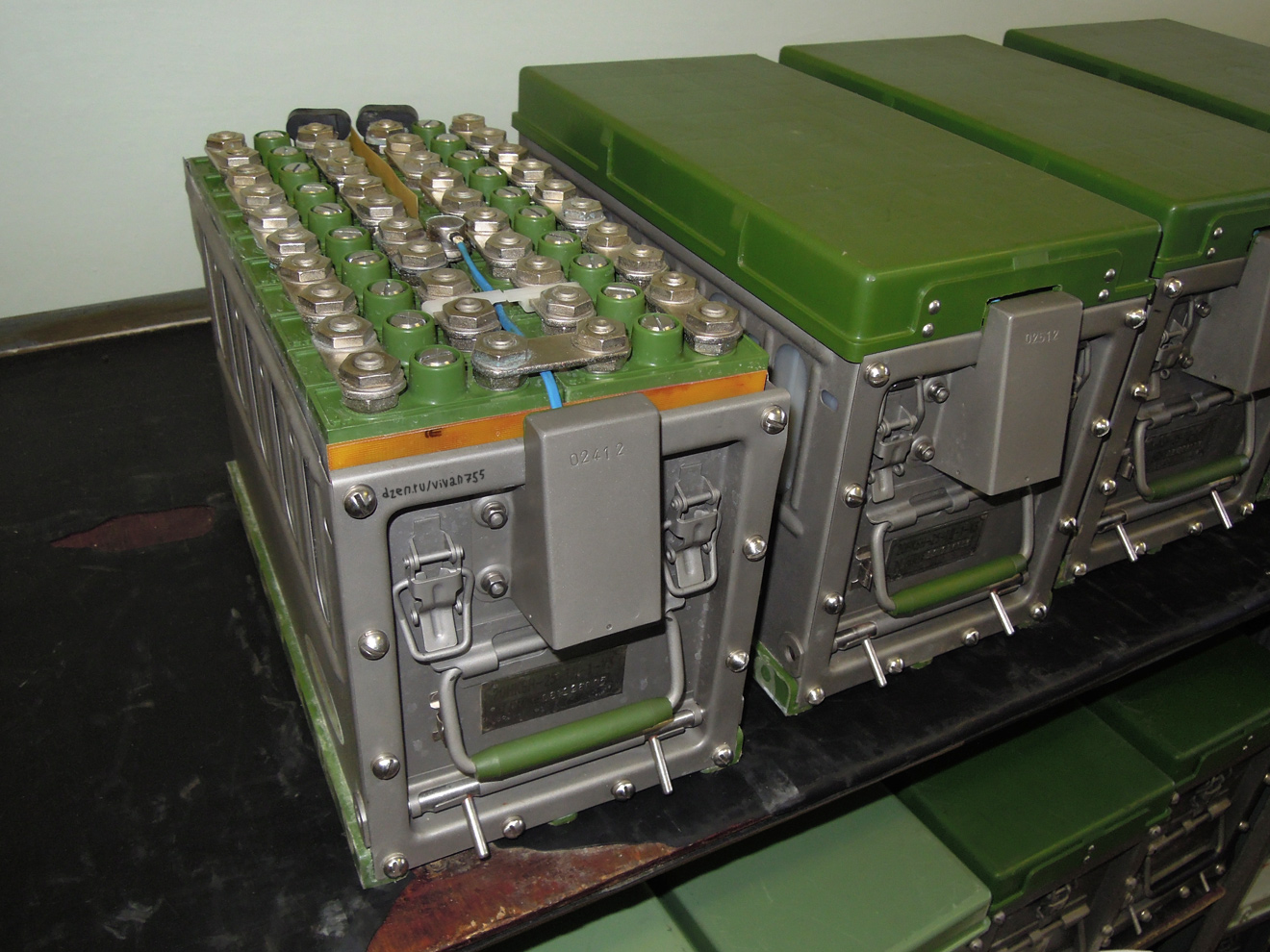
Авиационный аккумулятор 20НКБН-25

В соответствии с приказом МЭТП № 413 от 11.10.72 и приказом № 52 по заводу от 09.02.1973 на заводе была создана автоматизированная система управления производством (АСУП), которая позволяет согласовать работу различных производственных участков по времени и ресурсам, существенно сократить потери в производстве. Внедрение комплексной системы качества с применением вычислительной техники помогает сократить брак, увеличить выпуск продукции с единицы оборудования, снизить издержки производства.
Приказом по МЭТП № 477 от 06.10.1975 было создано Производственное объединение «Маяк», в состав которого входил НИИХИТ, завод щелочных аккумуляторов и завод свинцовых аккумуляторов. Головным стал — завод щелочных аккумуляторов. Генеральным директором объединения стал М. Н. Опольнов — автор девяти изобретений и многочисленных рационализаторских предложений. Он депутат горсовета, за успехи в труде награжден орденом «Знак Почета», медалями «За трудовую доблесть» и «За доблестный труд в ознаменование 100-летия со дня рождения В. И. Ленина».
В это время под руководством Опольнова М. Н. начались разработки и внедрение новых перспективных изделий в основном специального назначения. До 1991 года объем производства достигал 130 млн ампер-часов и более, из них 70 % составили изделия для нужд Минобороны, Минсредмаша, Минатомэнерго и др.
Годы десятой и одиннадцатой пятилеток — период дальнейшего социального развития завода, строительство основных корпусов, ввода в действие новых цехов и участков. За это время значительно улучшилась культура производства аккумуляторов прессованной конструкции, были созданы благоприятные условия для рабочих. В 1985 году был сдан прекрасный профилакторий для профилактического лечения работников объединения и ветеранов труда.
Приказом № 268 от 15.04.1987 (о разъединении ПО «Маяк») — завод щелочных аккумуляторов стал самостоятельным предприятием.
Приказом МЭТП и приборостроения № 20 от 04.10.1989 СЗЩА переименован в Саратовский завод автономных источников тока.
С 1991 г. заказы Минобороны, Минсредмаша, Минатомэнерго резко сократились в объёме, а затем и вовсе прекратились, в результате чего из 20 наименований выпускаемой продукции оказались востребованными лишь 7 общегражданского назначения. Стремясь выжить в этих условиях, завод вынужден был пойти на сокращение численного состава работников предприятия и консервацию своих производственных мощностей.
В июле 1992 года собранием коллектива Саратовского завода автономных источников тока директором завода был избран Лопашев, Андрей Викторович.
С 21.01.1994 СЗАИТ был переименован в АООТ «Завод автономных источников тока» приказом № 139 от 16.06.1994.
В декабре 1994 года Лопашев А. В. избирается собранием акционеров генеральным директором ОАО «Завод АИТ».
Научно-технический и производственный потенциал предприятия был направлен на создание никель-кадмиевых аккумуляторов общепромышленного назначения, не уступающих лучшим зарубежным аналогам.
За период 1993 — 96 гг. на заводе были разработаны и освоены новые технологические процессы, которые позволили впервые в России создать и развернуть серийное производство стартёрных щелочных аккумуляторов и батарей, полностью соответствующих требованиям МПС, для маневровых и магистральных тепловозов. За период с 1991 по 2002 гг. предприятие освоило выпуск 33 новых изделий, 11 из которых не имеют аналогов в России. Номенклатура выпускаемой продукции на сегодняшний день включает более 100 типоразмеров аккумуляторов и батарей, которые поставляются во все регионы России, страны СНГ и Европы.
Конструкторский и технологический отделы, оснащенные современными средствами проектирования, постоянно работают над модернизацией и расширением номенклатуры выпускаемых изделий.
В последние годы специалистами завода разработаны и подготовлены к серийному производству необслуживаемые аккумуляторы и батареи для железнодорожного подвижного состава, городского электротранспорта и резервного питания.
Планируется развитие мощностей по производству новых изделий, ведутся разработки электродов, позволяющих создать принципиально новые для Российского рынка и стран СНГ типы аккумуляторов. Современное оборудование заводских лабораторий позволяет с высокой степенью надежности контролировать все процессы производства.
В настоящее время ПАО «Завод автономных источников тока» является основным российским производителем щелочных никель-кадмиевых аккумуляторов и батарей для городского электротранспорта, железных дорог, метрополитена, районных и сельских узлов связи, речных и морских судов.
В 2025 году Саратовский завод аккумуляторных батарей вошел в состав ТМХ
ООО «ЗАКБ», участниками которого являются входящие в состав Трансмашхолдинга компания «ТМХ-Энергетические решения» и «Пензадизельмаш», приобрело на открытых торгах имущественный комплекс признанного банкротом ООО «Завод автономных источников тока».
В собственность ЗАКБ перешла территория находящегося в Саратове предприятия, которое специализируется на производстве щелочных никель-кадмиевых аккумуляторов и батарей, расположенные на ее территории здания и сооружения, промышленное оборудование, а также другое имущество, необходимое для осуществления производственной деятельности.
В течение февраля-марта на работу в ООО «ЗАКБ» были приняты с сохранением прежних должностей все желающие сотрудники ООО «Завод автономных источников тока»; повышена заработная плата. На заводе создана ячейка профсоюза работников холдинга.
Запланирована масштабная модернизация заводских мощностей: в 2025 году расходы на обслуживание зданий, благоустройство территории и ремонты составят 109,1 млн рублей, инвестиционная программа 2026 года запланирована в объеме 308,9 млн рублей.
Руководство ЗАКБ рассчитывает на увеличение роли предприятия на российском рынке. Завод производит аккумуляторные батареи, которые широко используются в конструкции современных российских локомотивов, электропоездов и поездов метро. В рамках договора с компанией «ЛокоТех-Сервис», специалисты завода обеспечивают техническое обслуживание и диагностику аккумуляторных батарей в сервисных локомотивных депо. По заказу «Уральских локомотивов» создаются батареи для будущих высокоскоростных электропоездов.
Ведётся подготовка к реализации совместного с «Росатомом» проекта по переработке отработанных аккумуляторных батарей, который позволит создать замкнутый цикл производства и повысить экологическую устойчивость отрасли.

## Банкротство
В феврале 2016 года АКБ «Инвестторгбанк» подал заявление о банкротстве ПАО «ЗАИТ» и взыскании с предприятия 512 миллионов рублей. При этом кредиты в банке сам завод не брал, он выступал поручителем по займам, которые привлекали компании «РегионХимСнаб» и ООО "Управляющая компания «Автономные источники тока», а также предоставил в залог имущество по этим договорам.
Юридическое лицо ПАО «Завод автономных источников тока» признано несостоятельным (банкротом) и в отношении него открыто конкурсное производство с 12 апреля 2018 года Постановлением Арбитражного суда Карачаево-Черкесской Республики по делу № А25-63/2016 от 26.03.2018. После этого право требования долга у банка выкупила компания ООО «Завод автономных источников тока», получив заодно и залог в виде 47 зданий, включая заводоуправление, а также множество единиц оборудования, сооружений и станков. В 2020 году ООО «ЗАИТ» приобрела также незаложенное имущество в виде садовых домиков турбазы, чайников, старых компьютеров и т.д

## Продукция
- Системы автономного энергообеспечения для резервного электроснабжения потребителей при отключении централизованного питания;
- Аккумуляторы серий НК, KL (KPL), KM (KPM), необслуживаемые аккумуляторы серии KGL для пассажирских и специальных железнодорожных вагонов; электровозов и электропоездов; метрополитена и городского электротранспорта, речных и морских судов; резервного питания базовых станций сотовой связи, проводных АТС и других объектов телекоммуникаций; систем сигнализации; аварийного освещения и электроснабжения; объектов солнечной и ветроэнергетики; объектов нефтегазового комплекса и электроэнергетики; источников бесперебойного питания (ИБП);
- Аккумуляторы серии KH (KPH) предназначенные для запуска дизелей магистральных и маневровых тепловозов, путевой техники; стартерного пуска дизель-генераторов и двигателей внутреннего сгорания; источников бесперебойного питания с коротким режимом разряда.
- Инновационная разработка — высоконадёжные необслуживаемые аккумуляторы серии KGL для систем оперативного постоянного тока (СОПТ) электроподстанций ОАО «Россети» и тяговых подстанций ОАО «РЖД». Заключение аттестационной комиссии № I3-07/14 подтверждает, что аккумуляторы и батареи аккумуляторные никель-кадмиевые серии KGL необслуживаемые, ТУ 3482-039-05758523-2011, изготавливаемые ПАО «Завод автономных источников тока», г. Саратов соответствуют техническим требованиям и рекомендуются для применения на подстанциях дочерних зависимых обществ ОАО «Россети». Номенклатурный ряд серии KGL включает изделия ёмкостью от 60 до 500 Ач. С целью увеличения ёмкости допускается параллельное соединение однотипных аккумуляторов для работы во всех режимах.

Продукция завода соответствует требованиям российских и международных стандартов ГОСТ Р МЭК 60623 (IEC 60623) и ГОСТ Р МЭК 62259 (IEC 62259).